# LU*CA
LU*CA è il decimo album (l'ottavo in studio) del cantautore italiano Luca Carboni, pubblicato il 26 ottobre 2001.
L'album viene pubblicato in due formati: CD e musicassetta. In seguito all'album parte la tournée Lu*Ca Tour 2002.

## Il disco
I testi e la musica delle canzoni sono tutte scritte da Luca Carboni.
L'album è interamente dedicato al figlio Samuele. Il brano Voglia di piangere nasce dal ricordo della madre Franca, scomparsa nel 2001. Il brano Stellina (dei cantautori) omaggia tutti i suoi maestri, tra cui Renzo Cremonini.
Il 22 novembre 2024, l'album viene pubblicato per la prima volta su vinile 33 giri con un inserto autografato dall'artista.

## Tracce
Testi e musiche di Luca Carboni.
1. Mi ami davvero – 4:26
2. La nostra storia – 4:52
3. Chiudi gli occhi – 3:23
4. Una rosa per te – 3:44
5. Le parole – 4:35
6. Autoritratto – 3:12
7. L'amore non lo sa – 4:19
8. Quante cose – 4:05
9. Voglia di piangere – 4:30
10. I problemi della gente – 4:17
11. Stellina (dei cantautori) – 3:36

## Formazione
- Luca Carboni – voce
- Bruno Mariani – chitarra, tastiera, cori
- Ignazio Orlando – basso, programmazione
- Antonello Giorgi – batteria, percussioni
- Davide Roveri – pianoforte
- Cesare Carretta – violino
- Lino Pietrantoni – violino
- Lamberto Cadoppi – violino
- Roberto Mattioli – violino
- Igor Codeluppi – viola
- Maurizia Tagliavini – viola
- Giuseppe Grassi – violoncello
- Liviana Pittali – violoncello